# Cratere Yokhtik
Yokhtik  è un cratere sulla superficie di Venere.